# Escola Municipal de Ensino Fundamental Assis Brasil
A Escola Municipal de Ensino Fundamental Assis Brasil é uma escola pública localizada no bairro Mato Grande no município de Canoas, Estado do Rio Grande do Sul. Atualmente a escola atende 408 alunos, e, apesar de pequena, está entre as escolas com maior Índice de Desenvolvimento da Educação Básica da rede municipal de ensino, com nota 5,4 para os anos iniciais e 4,9 para os anos finais.

## História
A escola foi fundada em 1940 com 32 alunos em uma classe multisseriada, sendo uma das primeiras escolas a ser fundada no município e a primeira no bairro Mato Grande. O primeiro nome da escola foi Escola Reunida Unitária Assis Brasil, nome dado em homenagem ao patrono da escola Joaquim Francisco de Assis Brasil. Devido às dificuldades de manter sua estrutura, a escola não funcionou entre 1944 e 1945.   
O atual prédio foi construído no ano de 1968 ao lado do Centro de Bem Estar do Menor (CEBEM). Os alunos que estudavam na escola eram atendidos no CEBEM no contraturno. Em 29 de setembro de 1992, foram inauguradas as novas instalações da Creche Municipal Meu Tesouro, substituindo, assim, o CEBEM. A creche e a escola funcionaram uma ao lado da outra até 2012, quando aumentou a necessidade de oferta de ensino no bairro com a construção do loteamento Canoas Minha Terra I em frente à escola. Como a Escola Assis Brasil precisava oferecer os anos finais do ensino fundamental, as instalações da creche deram lugar à expansão da escola. Além disso, foram construídas três salas de aula de PVC para atender a nova demanda.  
A atual infraestrutura da escola não comporta as necessidades da comunidade escolar, precisando ou de uma grande reforma ou de uma escola nova. Em 2011 a comunidade do bairro Mato Grande já conquistou essa pauta através do Orçamento Participativo na gestão do então prefeito Jairo Jorge da Silva, mas a obra ainda não saiu do papel. Em 2017 o atual prefeito Luiz Carlos Busato conheceu a realidade da escola e recebeu um dossiê da atual situação da infraestrutura do local e prometeu construir novas instalações para a escola.    

## Projetos
A Escola Municipal de Ensino Fundamental Assis Brasil recebeu atenção nacional quando em 2005 o projeto "O mundo dos brinquedos e os brinquedos do mundo" foi o ganhador do Prêmio Professores do Brasil. Por causa da premiação, em 2006 a escola recebeu a visita do então Ministro da Educação interino Jairo Jorge. Além dos projetos pedagógicos realizados por professores e alunos, os seguintes projetos escolares funcionam regularmente:    
- Tribos nas Trilhas da Cidadania: conhecido como Tribos, esse projeto da Parceiros Voluntários acontece em diversas escolas do Rio Grande do Sul com o objetivo de envolver a comunidade escolar no voluntariado nos eixos de Educação para a Paz, Meio Ambiente e Cultura[14].
- MOSTRASSIS: é a sigla de Mostra de Iniciação Científica da Escola Municipal de Ensino Fundamental Assis Brasil, a feira de ciências da escola que tem o objetivo de incentivar o desenvolvimento de projetos de pesquisa científica[15][16]. Em 2017 dois grupos de pesquisa tiveram seus projetos selecionados para participar de feiras regionais e nacionais[17][18], inclusive ganhando premiações[19][20].
- Escoteiros do Ar: o Grupo Escoteiros do Ar Canoas 95/RS, premiado como Grupo Padrão Ouro[21], foi fundado em 2013 com o objetivo de levar o escotismo para o bairro Mato Grande[22]. Desde então os escoteiros, que se encontram aos sábados na escola, participam de diversas ações sociais[23][24].

## Filosofia
Priorizar a construção do conhecimento, proporcionando um ensino de qualidade para que o aluno seja um agente de transformação, consciente, crítico, participativo e responsável dentro de seu contexto social.